# The Complete Columbia Recordings of Miles Davis with John Coltrane
The Complete Columbia Recordings of Miles Davis with John Coltrane è un boxset dei musicisti jazz Miles Davis e John Coltrane, pubblicato nel 1999.

## Tracce

### Disco 1
1. Two Bass Hit (Alternate Take) – 3:21
2. Two Bass Hit (Take 2)- 3:44
3. Ah-Leu-Cha (Alternate Take) – 5:51
4. Ah-Leu-Cha – 5:53
5. Ah-Leu-Cha (Take 5) – 5:25
6. Little Melonae – 7:22
7. Budo (Alternate Take) – 5:02
8. Budo – 4:17
9. Dear Old Stockholm – 7:51
10. Bye Bye Blackbird (Alternate Take) – 7:50
11. Bye Bye Blackbird – 7:56
12. Tadd's Delight – 4:28
13. Tadd's Delight (Alternate Take) – 4:18

### Disco 2
1. Dear Old Stockholm (Alternate Take) – 6:42
2. All of You (Alternate Take) – 7:31
3. All of You – 7:03
4. Sweet Sue, Just You (First Version) – 4:23
5. Sweet Sue, Just You (False Start with Discussion Between Leonard Bernstein & Miles Davis) – 1:58
6. Sweet Sue, Just You (Alternate Take) – 3:32
7. Sweet Sue, Just You – 3:41
8. Miles Davis Comments – 0:30
9. 'Round Midnight – 5:57
10. Two Bass Hit (Alternate Take) – 4:32
11. Two Bass Hit – 5:13
12. Billy Boy – 7:12
13. Straight No Chaser (Alternate Take) – 10:27

### Disco 3
1. Straight No Chaser – 10:37
2. Milestones (Alternate Take) – 6:01
3. Milestones – 5:44
4. Sid's Ahead – 13:02
5. Little Melonae (omit Adderley)- 7:55
6. Dr. Jackle – 5:49
7. On Green Dolphin Street – 9:50
8. Fran-Dance (Alternate Take)- 5:52
9. Fran-Dance – 5:49
10. Stella by Starlight – 4:43

### Disco 4
1. Love for Sale – 11:49
2. Freddie Freeloader (false start) – 1:27
3. Freddie Freeloader – 9:48
4. So What – 9:23
5. Blue in Green – 5:38
6. Flamenco Sketches – 9:33
7. Miles Davis Comments – 0:44
8. Flamenco Sketches – 9:27
9. All Blues – 11:32

### Disco 5
1. Someday My Prince Will Come – 9:05
2. Teo – 9:36
3. Introduction by Willis Conover – 2:15
4. Ah-Leu-Cha – 5:52
5. Straight No Chaser – 8:47
6. Fran-Dance – 7:13
7. Two Bass Hit – 4:10
8. Bye Bye Blackbird – 9:10
9. The Theme – 2:48

### Disco 6
1. If I Were a Bell – 8:31
2. Oleo – 10:38
3. My Funny Valentine – 10:18
4. Straight No Chaser – 10:56

## Formazione
- Miles Davis - tromba
- John Coltrane - sassofono
- Hank Mobley - sassofono (disco 5: traccia 1)
- Cannonball Adderley - sassofono (disco 3; disco 4: tracce 1, 6-9; disco 5: tracce 3-9; isco 6)
- Red Garland - piano (disco 1; disco 2; disco 3: tracce 1-6)
- Bill Evans - piano (disco 3: tracce 6-10; disco 4: tracce 1, 4-9; disco 5: tracce 3-9; disco 6)
- Wynton Kelly - piano (disco 4: tracce 2-3; disco 5: tracce 1-2)
- Paul Chambers - basso
- Philly Joe Jones - batteria (disco 1; disco 2; disco 3: tracce 1-6)
- Jimmy Cobb - batteria (disco 3: tracce 7-10; disco 4; disco 5; disco 6)